# Liste des ponts de Normandie protégés aux monuments historiques
Cet article recense les ponts protégés aux monuments historiques en Normandie, en France.

## Liste
| Édifice                         | Département      | Commune                                         | Coordonnées                        | Notice                        | Protection        | Illustration                    |
| ------------------------------- | ---------------- | ----------------------------------------------- | ---------------------------------- | ----------------------------- | ----------------- | ------------------------------- |
| Pont de Sully                   | Calvados         | Balleroy-sur-Drôme, Castillon                   | 49° 12′ 09″ nord, 0° 49′ 11″ ouest | « PA00111776 » « PA00111829 » | Inscrit MH (1990) | Pont de Sully                   |
| Pont de Juvigny sur la Seulles  | Calvados         | Juvigny-sur-Seulles, Tilly-sur-Seulles          | 49° 09′ 46″ nord, 0° 36′ 56″ ouest | « PA14000070 » « PA14000071 » | Inscrit MH (2006) | Pont de Juvigny sur la Seulles  |
| Pont des Planches d'Acquigny    | Eure             | Acquigny                                        | 49° 09′ 21″ nord, 1° 10′ 40″ est   | « PA27000069 »                | Inscrit MH (2007) | Pont des Planches d'Acquigny    |
| Pont Napoléon                   | Eure             | Corneville-sur-Risle                            | 49° 20′ 52″ nord, 0° 33′ 56″ est   | « PA27000070 »                | Inscrit MH (2007) | Pont Napoléon                   |
| Pont de Saint-Pierre-du-Vauvray | Eure             | Saint-Pierre-du-Vauvray                         | 49° 13′ 50″ nord, 1° 13′ 37″ est   | « PA00099572 »                | Inscrit MH (1975) | Pont de Saint-Pierre-du-Vauvray |
| Pont d'Aveny                    | Eure, Val-d'Oise | Vexin-sur-Epte, Montreuil-sur-Epte (Val-d'Oise) | 49° 09′ 26″ nord, 1° 39′ 39″ est   | « PA00135709 » « PA00135713 » | Classé MH (1995)  | Pont d'Aveny                    |
| Vieux pont                      | Manche           | Ducey-Les Chéris, Poilley                       | 48° 37′ 09″ nord, 1° 17′ 45″ ouest | « PA00110394 » « PA00110542 » | Inscrit MH (1975) | Vieux pont                      |
| Pont de Chênesecq               | Orne             | Craménil                                        | 48° 44′ 00″ nord, 0° 21′ 49″ ouest | « PA00125311 »                | Inscrit MH (1993) | Image manquante Téléverser      |
| Pont de la Motte                | Orne             | Craménil                                        | 48° 44′ 23″ nord, 0° 22′ 36″ ouest | « PA00125311 »                | Inscrit MH (1993) | Pont de la Motte                |
| Pont Neuf                       | Orne             | Craménil                                        | 48° 44′ 44″ nord, 0° 23′ 14″ ouest | « PA00125311 »                | Inscrit MH (1993) | Image manquante Téléverser      |
| Pont de Raulette                | Orne             | Craménil                                        | 48° 44′ 38″ nord, 0° 23′ 08″ ouest | « PA00125311 »                | Inscrit MH (1993) | Image manquante Téléverser      |
| Pont Catinat                    | Orne             | Mauves-sur-Huisne                               | 48° 26′ 35″ nord, 0° 37′ 20″ est   | « PA00110849 »                | Inscrit MH (1939) | Pont Catinat                    |
| Pont Colbert                    | Seine-Maritime   | Dieppe                                          | 49° 55′ 38″ nord, 1° 05′ 06″ est   | « PA76000109 »                | Classé MH (2020)  | Pont Colbert                    |
| Pont de Coq                     | Seine-Maritime   | Ménerval, Saumont-la-Poterie                    | 49° 34′ 49″ nord, 1° 38′ 48″ est   | « PA76000069 » « PA76000070 » | Inscrit MH (2004) | Pont de Coq                     |